# 天佑 (韓欲明)
天佑（1926年正月十五日—1928年十二月二日）或作天祐、靈寶，是中華民國時期河南林縣（今河南省林州市）天門會領袖韓欲明的年号，共計有3年。
民國15年（1926年）2月27日，天門會首領韓欲明在河南林縣油村（今河南省林州市東南桂林鎮）僭稱皇帝，改元天佑元年，以陰曆記日，旋又佔領周邊各縣。民國17年（1928年），被馮玉祥部將龐炳勳率兵攻擊，民國18年1月12日（天佑三年十二月初二日），韓欲明率部突圍，前往瀋陽投靠奉軍。

## 西曆紀元對照表
| 天佑     | 元年     | 二年   | 三年   |
| -------- | -------- | ------ | ------ |
| 西元     | 1926年   | 1927年 | 1928年 |
| 民國紀年 | 民國15年 | 16年   | 17年   |
| 干支     | 丙寅     | 丁卯   | 戊辰   |

## 同期存在的其他政權年號
- 中國
  - 中華民國（1912年1月1日起）：中華民國紀年
- 日本
  - 大正（1912年－1926年）：大正天皇之年號
  - 昭和（1926年－1989年）：昭和天皇之年號
- 越南
  - 保大（1926年－1945年）：阮朝—阮福晪之年號

## 外部連結
- 中華民國史事日誌（页面存档备份，存于）可線上閱讀。（繁體中文）